# Insenatura di Henry

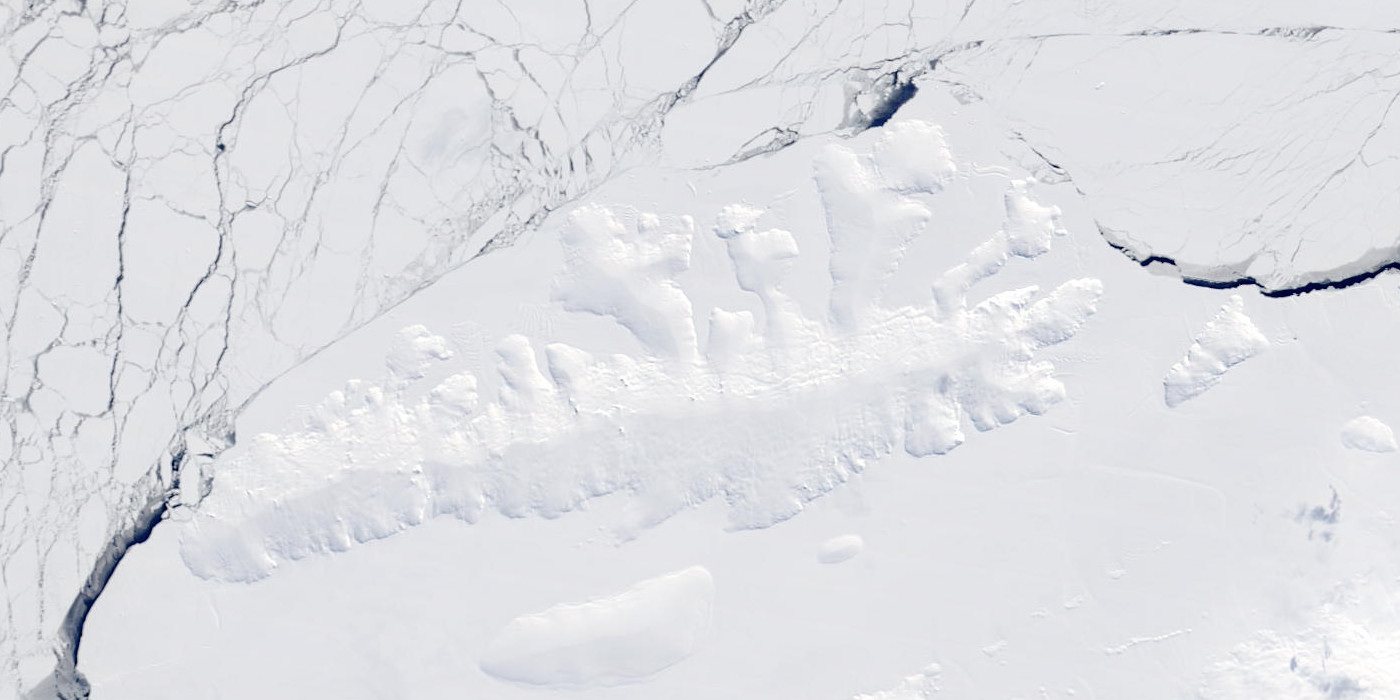
Un'immagine satellitare dell'isola Thurston.

L'insenatura di Henry è un'insenatura larga circa 7 km all'imboccatura e lunga 22, situata sull'isola Thurston, al largo della costa di Eights, nella Terra di Ellsworth, in Antartide. L'insenatura, che si estende in direzione est-ovest e la cui superficie è completamente ricoperta dai ghiacci, si trova in particolare tra la penisola Hughes, a nord, e la penisola Tinglof, a sud.

## Storia
L'insenatura di Henry fu scoperta durante ricognizioni aeree effettuate nel dicembre 1946 nel corso dell'operazione Highjump e fu del tutto mappata nel febbraio 1960 durante voli in elicottero partiti dalla USS Burton Island e dalla USS Glacier  e svolti su quest'area nel corso di una spedizione di ricerca della marina militare statunitense (USN) nel mare di Bellingshausen. Infine, fu così battezzata dal Comitato consultivo dei nomi antartici in onore di Robert Henry, un fotografo facente parte della sopraccitata spedizione nel mare di Bellingshausen che prese parte a diverse ricognizioni aeree della costa di Eights.